# Daniel Carreño
José Daniel Carreño Izquierdo (Montevideo, Uruguay, 1 de mayo de 1963) es un exfutbolista y entrenador uruguayo de fútbol. Actualmente dirige al Al-Wehda de la Liga Profesional Saudí.

## Trayectoria

### Como jugador
Carreño jugó como delantero y desarrolló la mayor parte de su carrera como jugador en Montevideo Wanderers, habiendo pasado también por RC Lens y Nacional. Con este último club, ganó la Copa Intercontinental y la Copa Libertadores, sus únicos dos títulos en su carrera.Finalmente, culminó su carrera profesional en el Herediano de Costa Rica.

### Como entrenador
Carreño empezó su trayectoria en el Montevideo Wanderers, club con el que obtuvo el torneo de Segunda División en el año 2000, ascendiendo a Primera. Al año siguiente, obtiene el título de Liguilla y clasifica a la Copa Libertadores 2002.Para la temporada siguiente, se marchó a Nacional y obtuvo el título de la liga en su primera campaña.En diciembre de 2003, la directiva del club decidió prescindir de sus servicios.
El 20 de abril de 2004, quedó al frente de la dirección técnica de Liga de Quito después de que Jorge Fossati se marcha a la selección de Uruguay.Sin embargo, debido a sus malos resultados, presentó su renuncia al cargo el 18 de agosto.
De cara a la temporada 2005, retornó a Uruguay para dirigir nuevamente al Montevideo Wanderers donde permaneció hasta diciembre del 2006.En enero de 2007, inició su segunda etapa al frente de Nacional, obteniendo la Liguilla de dicho año.Continúo dirigiendo el club hasta octubre del 2007, cuando la directiva del club tomó la decisión de despedirlo del cargo, argumentando el bajo rendimiento en el torneo Apertura.
En diciembre de 2007, fue presentado como técnico del Deportivo Cali.Luego de una floja campaña en el Apertura 2008, fue relevado de sus funciones en junio de 2008.
El 3 de marzo de 2010, comenzó su tercer ciclo en Montevideo Wanderers donde se mantuvo hasta noviembre de 2011.El 19 de diciembre, asumió al frente de Palestino.Sin embargo, fue destituido en junio de 2012 después de un mal rendimiento en el Torneo Apertura.
En septiembre de 2012, fue confirmado como entrenador del Al-Nassr.En la temporada 2013-14, obtuvo la Copa del Príncipe de la Corona Saudí y la Liga Profesional Saudí.Al final de la campaña, dejó su cargo en el club asiático.
El 1 de diciembre de 2014, fue anunciado al frente del Al-Arabi.El 6 de mayo de 2015, presentó su renuncia al cargo para asumir como técnico de la selección de Catar.En septiembre de 2016, fue relevado de sus funciones tras un año y cuatro meses al frente del equipo.
En septiembre de 2017, fue designado como técnico del Al-Shabab.En marzo de 2018, fue despedido de su cargo luego de una serie de malos resultados.Un mes más tarde, inició su segundo ciclo como entrenador del Al-Nassr.El 8 de noviembre, la directiva del club rescindió su contrato.
El 17 de septiembre de 2019, fue oficializado como entrenador del Al-Wehda. No obstante, en agosto del 2020, dejó su cargo después de una conflictiva relación con la administración del club.El 12 de octubre, inició su cuarta etapa al frente del Montevideo Wanderers.En septiembre de 2022, presentó su renuncia luego de una serie de malos resultados y un complejo vínculo con la directiva uruguaya.
En octubre de 2023, asumió al frente del Al-Hazem.En abril del 2024, fue relevado de sus funciones un día antes del encuentro frente al Al-Ittihad.El 26 de noviembre del mismo año, comenzó un nuevo ciclo como técnico del Al-Wehda.

## Clubes

### Como jugador
| Club                 | País       | Año       |
| -------------------- | ---------- | --------- |
| Montevideo Wanderers | Uruguay    | 1981-1985 |
| Racing de Lens       | Francia    | 1985-1987 |
| Nacional             | Uruguay    | 1987-1988 |
| Montevideo Wanderers | Uruguay    | 1989-1992 |
| Club Sport Herediano | Costa Rica | 1992-1993 |

### Como entrenador
| Club                 | País           | Año           | PJ  | PG  | PE  | PP  | Efectividad |
| -------------------- | -------------- | ------------- | --- | --- | --- | --- | ----------- |
| Montevideo Wanderers | Uruguay        | 2000-2001     | 69  | 36  | 20  | 13  | 61.83%      |
| Nacional             | Uruguay        | 2002-2003     | 91  | 53  | 19  | 19  | 65.2%       |
| Liga de Quito        | Ecuador        | 2004          | 50  | 28  | 11  | 11  | 63.33%      |
| Montevideo Wanderers | Uruguay        | 2005-2006     | 48  | 16  | 15  | 17  | 43.75%      |
| Nacional             | Uruguay        | 2007          | 35  | 15  | 9   | 11  | 51.43%      |
| Deportivo Cali       | Colombia       | 2008-2009     | 72  | 29  | 18  | 25  | 48.61%      |
| Montevideo Wanderers | Uruguay        | 2010-2011     | 60  | 19  | 16  | 25  | 40.56%      |
| Palestino            | Chile          | 2012          | 17  | 5   | 3   | 9   | 35.29%      |
| Al-Nassr             | Arabia Saudita | 2012-2014     | 68  | 45  | 14  | 9   | 73.04%      |
| Al-Arabi             | Catar          | 2014-2015     | 30  | 10  | 9   | 11  | 43.33%      |
| Selección de Catar   | Catar          | 2015-2016     | 18  | 11  | 1   | 6   | 62.96%      |
| Al-Shabab            | Arabia Saudita | 2017-2018     | 24  | 9   | 6   | 9   | 45.83%      |
| Al-Nassr             | Arabia Saudita | 2018          | 10  | 8   | 1   | 1   | 83.33%      |
| Al-Wehda             | Arabia Saudita | 2019          | 25  | 14  | 1   | 10  | 57.33%      |
| Montevideo Wanderers | Uruguay        | 2020-2022     | 101 | 37  | 27  | 37  | 45.54%      |
| Al-Hazem             | Arabia Saudita | 2023-2024     | 19  | 2   | 7   | 10  | 22.81%      |
| Al-Wehda             | Arabia Saudita | 2024-presente | 23  | 7   | 3   | 13  | 34.78%      |
| Total                | Total          | Total         | 760 | 344 | 180 | 236 | 53.15%      |

## Palmarés

### Como futbolista

#### Copas internacionales
| Título                | Club     | País    | Año  |
| --------------------- | -------- | ------- | ---- |
| Copa Libertadores     | Nacional | Uruguay | 1988 |
| Copa Intercontinental | Nacional | Uruguay | 1988 |

### Como entrenador

#### Campeonatos nacionales
| Título                               | Club                 | País           | Año     |
| ------------------------------------ | -------------------- | -------------- | ------- |
| Segunda División                     | Montevideo Wanderers | Uruguay        | 2000    |
| Primera División                     | Nacional             | Uruguay        | 2002    |
| Liga Profesional Saudí               | Al Nassr             | Arabia Saudita | 2013-14 |
| Copa del Príncipe de la Corona Saudí | Al Nassr             | Arabia Saudita | 2014    |